# 데저트 테크
데저트 테크(Desert Tech)는 미국의 탄약 제조업체이다. 이 회사는 주로 불펍 소총을 생산한다. 이 회사는 다자간 근본주의 교단인 그리스도 후기 성도 운동의 그리스도 후기 성도 교회의 창립자인 킹스턴 가문 구성원들의 자금 지원을 받고 소유하고 있다.

## 역사
데저트 테크는 2007년 데저트 택티컬 암즈로 설립되었고 이후 2013년에 데저트 테크로 재편되었다.
2019년 7월, 연방 검찰은 데저트 테크가 일부 운영을 위해 임대한 건물을 압수할 의사를 통보했다. 제안된 압수는 킹스턴 가문 구성원에 대한 사기 혐의 조사 중 일부였다. 데저트 테크의 CEO 닉 영은 회사가 조사 중인 사안과 관련이 없으며, 회사에 대한 어떠한 공개적인 불법 행위 혐의도 제기되지 않았다고 밝혔다. 궁극적으로 건물 압수는 진행되지 않았다.
도널드 트럼프 주니어는 2020년 7월 24일 데저트 테크 홍보 행사에서 이 회사 CEO와 함께 회사의 저격총을 발사하는 모습이 공개되었다. 유튜브의 마케팅 영상에도 도널드 주니어의 이미지가 포함되어 있다. 그리스도 후기 성도 교회의 전 신자들은 트럼프가 이 회사와 연관된 것에 대해 비판했다.

## 운영
데저트 테크는 웨스트밸리시티에 위치해 있다. 이 회사는 그리스도 후기 성도 교회의 창립자인 킹스턴 가문 구성원들이 소유하고 있다. 2018년 5월 기준으로 모든 총기는 불펍 디자인의 소총이다. 데저트 테크의 모토는 "내일의 무기"이다. 이들은 SRS, HTI, MDRx의 세 가지 소총 모델을 만든다. 회사에 따르면, 모든 섀시는 여러 구경에 사용 가능하며 한 구경에서 다른 구경으로 쉽게 변경할 수 있다.
이 회사는 인도에 네코 데저트 테크 디펜스(Neco Desert Tech Defence)라는 자회사를 두고 있다.

## 제품
- 데저트 테크 HTI (Hard Target Interdiction)[8] .375 Cheytac, .408 Cheytac, .416 Barrett, 및 .50 BMG 구경 사용 가능
- 데저트 테크 SRS-A2 (Stealth Recon Scout)[9] .260 Rem., 6.5 CM, .6.5 LM, .308 Win., 300 WM, 300WSM, 및 338 LM 구경 사용 가능
- 데저트 테크 SRS-A2 코버트 (SRS-A1의 더 짧은 변형)[10] .260 Rem., 6.5 mm CM, 6.5 mm LM, .308 Win., .300 WM, .300 WSM, 및 .338 LM 구경 사용 가능
- 데저트 테크 MDR (Micro Dynamic Rifle)[11] .308 Win/7.62 mm, 및 .223/5.56 mm/.223 Wylde 구경 사용 가능. 2024년 단종.
- 데저트 테크 MDRx (Micro Dynamic Rifle eXtreme)[12] .308 Win/7.62 mm, .223/5.56 mm/.223 Wylde, 6.5mm Creedmoor, 및 .300 BLK 구경 사용 가능. 2024년 단종.
- 데저트 테크 트라솔 2.0 탄도 솔루션 소프트웨어[13]
- 데저트 테크 사운드 소음기[14] .338 Win, .30 구경 사용 가능
- 데저트 테크 1X 리플렉스 레드 도트 사이트 w/MDR 마운트[15]
- 데저트 테크 래칫 보상기[16] 5.56 mm/.223, 7.62 mm/3.08, 및 6.5 mm Creedmoor 구경 사용 가능
- 데저트 테크 프리미엄 매치 탄약[17] .308 Win, .338 LM, .375 CT, .408 CT, .50 BMG, 6.5 mm Creedmoor 구경 사용 가능
- 데저트 테크 WLVRN .308 Win/7.62 mm, .223/5.56 mm/.223 Wylde, 6.5mm Creedmoor, 및 .300 BLK 구경 사용 가능
- 데저트 테크 사베르투스 .308 Win/7.62 mm, .223/5.56 mm/.223 Wylde 구경 사용 가능
- 데저트 테크 인피니티 16 .223/5.56 mm 사용 가능[18]